# アガート・ハビャリマナ
アガート・ハビャリマナ（Agathe Habyarimana, 1942年1月21日 - 、旧名アガート・カンジンガ, Agathe Kanzinga）は、ルワンダ大統領だったジュベナール・ハビャリマナの妻。カンジガ家は19世紀末まで独立した主権を有していたフツのリネージに連なる旧家である。2010年3月2日、アガートはフランス国内で逮捕されたが、これはフランス大統領ニコラ・サルコジによるルワンダ訪問の直後だった。
アガートは、夫が大統領を勤めた20年間の治世を裏から動かした力の一つと目されてきた。そしてアガートの実家が持つフツ政治家との強力な繋がりがハビャリマナの政治資金源になっていたとも考えられている。アガートは「アカズ」（ルワンダ語で「小さな家」の意）もしくは le clan de Madame と呼ばれた北部の強力なフツ派閥の中心人物だった。
1994年4月9日、ハビャリマナ大統領暗殺の直後、ルワンダ虐殺が勃発しようとする最中にアガートはフランス兵によってルワンダから飛行機で連れ出された。この脱出行にはアカズのメンバーが他に30名同行したが、その中には「千の丘自由ラジオテレビジョン」局(en)のディレクターであるフェルディナン・ナヒマナ(en)も居た。パリに到着したアガートに対し、フランス政府は「ルワンダ難民への緊急援助」予算の中から230,000フランを与えた。
フィリップ・ゴーレイヴィッチの著書「ジェノサイドの丘」（原題：We Wish to Inform You That Tomorrow We Will Be Killed with Our Families (en)）は「アガート・ハビャリマナと大統領暗殺後にルワンダの実質的最高指導者となったテオネスト・バゴソラ大佐が共に属したアカズ派が、アガートの夫の暗殺とルワンダ虐殺を組織した首謀者である」としている。
アガートは虐殺に関与したプロテ・ジギラニラゾ (en) の妹でもある（訳注：プロテは兄）。アガートはフランスへの亡命を2007年1月4日に拒否されたが、そのままフランスに留まった。2010年3月2日火曜日にアガートは逮捕されたが、これはフランス大統領ニコラ・サルコジのルワンダ訪問に続いたもので、訪問先でサルコジは虐殺に関してフランスが犯した過ちを認め、加えてフランスに滞在中である虐殺関係者を追及すると述べた。
2021年8月、パリ控訴裁判所は、1994年にルワンダでツチ族に対して行われた大量虐殺に関与した疑いがあり、2008年以降フランスでの調査の対象となった、アガート・ハビャリマナの解任要求を「容認できない」と裁定した。。
2024年9月12日、フランス国家テロ対策検察局は、ルワンダ虐殺におけるアガテ・ハビャリマナの起訴状を得るための控訴を提出した 。